# Iwan Kolew (siatkarz)
Iwan Kolew (ur. 2 stycznia 1987 w Sofii) – bułgarski siatkarz, grający na pozycji przyjmującego, reprezentant Bułgarii. W sezonie 2013/2014 zawodnik klubu AZS-u Politechniki Warszawskiej. 

## Sukcesy klubowe
Mistrzostwo Bułgarii:
- 2008
- 2009

Puchar Bułgarii:
- 2009

Wicemistrzostwo Portugalii:
- 2015, 2016

Superpuchar Portugalii:
- 2015

Puchar Portugalii:
- 2016